# 寿山 (清朝)
寿山（1860年—1900年），袁佳氏，字眉峰，汉军正白旗人，出生於黑龙江瑷珲（今爱辉镇）。为吉林将军富明阿（袁世福）之子、明末将领袁崇焕七世孫。清末任黑龙江将军。其祖先雖然為漢人，本姓袁，滿化為「袁佳」，但因屬旗人，深受滿族文化影響，故在世時不稱姓氏，清朝滅亡後其後人才重新漢化姓氏為袁氏。

## 生平
光绪二十年（1894年），率部参加中日甲午战争，任步兵统领。其间历经草河岭、四棵树、凤凰城等战斗，英勇杀敌，屡建战功。甲午战后，寿山受到清廷嘉许，擢升知府，赏花翎。

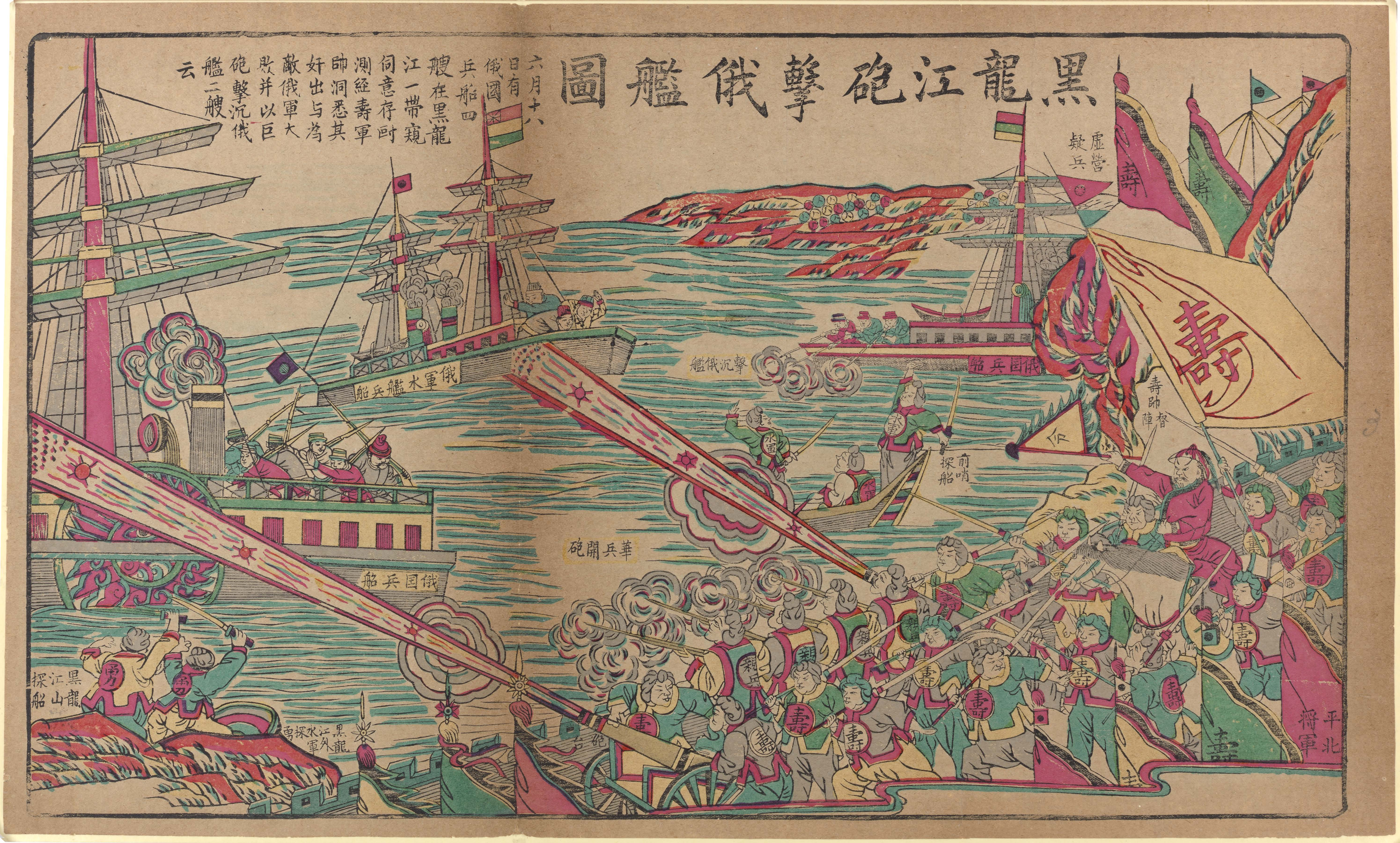
黑龍江砲擊俄艦圖

光绪二十六年（1900年）升任黑龙江将军，驻齐齐哈尔。同年，庚子之乱爆发。是年6月21日，1900年6月21日，慈禧太后以光緒皇帝的名義发布《宣战诏书》，號召全國軍民抵抗外國軍。8月4日，俄羅斯帝國军队攻陷璦琿，直逼齐齐哈尔。8月28日，俄军逼近齐齐哈尔城，并炮击城内。寿山坚守“军覆则死”的诺言，自卧棺中，命卫士枪击，壮烈殉国。
因其夫人为杜尔伯特旗札萨克希拉布罗丕勒之妹，所以其子庆恩扶寿山灵柩抵杜尔伯特旗暂寄。后寿山夫妇合葬于杜尔伯特旗，位于今杜尔伯特蒙古族自治县一心乡小林科村西北4里处一片沙丘中。
民國17年（1928年），黑龙江省公署为建寿公祠于齐齐哈尔关帝庙右侧（今龙沙公园内）。

## 家庭

### 妻妾
- 妻：博爾濟吉特氏 (出自成吉思汗長弟拙赤合撒兒16世孫愛納噶（曾祖父圖美尼雅哈齊、祖父奎蒙克塔斯哈喇、博第達喇第四子）)，杜尔伯特旗旗主的女儿。生两子一女，长子庆恩。[3]
- 妾：王松岩，有一女名寿懿，为张作霖第五房夫人

### 族孙
- 瑞昌，北路营官，俄軍攻陷黑河时，战死

## 注解
1. ↑  張江裁之《袁督師遺事匯輯》袁崇煥→袁文弼→袁爾漢→袁貴→袁常在→袁趕→袁世福→袁壽山
2. ↑  . 松原文化网 信息来源：《伯都讷周边文化》. 2010-01-13  [2010-07-20]. （原始内容存档于2011-11-30） （简体中文）.
3. ↑  . 辽宁日报集团多媒体数字报纸——半岛晨报. 2009-06-27  [2010-07-20]. （原始内容存档于2011-03-17） （简体中文）.

## 延伸阅读
[在维基数据编辑]
 《清史稿·卷467》，出自趙爾巽《清史稿》